# 佐井祐里奈
佐井 祐里奈（さい ゆりな、1987年9月4日 - ）は、元宮崎放送（MRT）アナウンサー。愛知県日進市出身。所属事務所はポッシブル。

## 略歴
愛知淑徳高等学校卒業後の2007年、「第1回ギャオーディション」で7125人の応募者の中からグランプリに選ばれる。ファイナリスト12人の中で最年少。
同年8月5日-29日までイギリスに留学。
2008年5月17日、GyaO専属局アナウンサーの任期（1年）を満了。
2010年6月9日付のブログで地方局（MRT）から内定を受けたことを報告。名古屋学院大学卒業後の2011年4月、MRTに入社。2013年3月を以て退社。現在、地元名古屋で活動中。
2018年11月3日放送 @FM「SATURDAY!」にて、夏に結婚したことを報告。
2019年5月より2020年3月まで産休に入る。2020年4月より復帰。

## 人物
- 身長163.2cm（2017年時点）。
- 趣味は、読書、イベントやブログ用のネタづくり、ネットなど[4]。
- 特技は、速読、1人ショートコント、習字（全日本書道連盟特待生）、アナウンス（NHK杯全国中学生放送コンテスト全国大会入賞、NHK杯全国高校生放送コンテスト県大会入賞など）[4]。
- 長所はポジティブなところ[4]。
- 座右の銘は「一生懸命」[4]。
- 尊敬する人は祖父母、両親[4][5]。
- 妹が2人いる[6]。

### 嗜好
- 好きな食べ物はあたりめ。嫌いな食べ物は特になし。[7]。
- 好きな芸能人は中川翔子、松嶋菜々子、 TEAM SHACHI[4]。
- 好きなミュージシャンはMr.Children [4]。
- 好きな漫画は『名探偵コナン』、ガンダム系[4]。
- 好きな色はピンク、白色、黒色、金色[4]。
- アニメ好きで宮崎放送在籍時、宮崎市のアニメグッズを売るカフェを紹介したリポートで『けいおん!』の主人公の通う桜が丘女子高等学校の制服のコスプレをしていた。

## 出演

### GyaO専属時代
- 第2回ギャオーディション ライラの冒険 黄金の羅針盤ファンタジー・ヒロイン・オーディション（2007年）ナビゲーター
- ジャン拳王（2007年）
- GyaOホーム内コンテンツ紹介・サイトリニューアルのお知らせ（2007年）
- 今週のおすすめ番組（2007年）
- 月刊PARAN（2007年12月17日）アシスタント
- MIDTOWN TV（2007年 - 2008年）

### MRT時代
- わけもん!GT
- 恋ラジ+Plus（ラジオ）など
- MRTニュース

### MRT退社後
- イッポウ（CBCテレビ/2013年 - 2019年 ）リポーター
- サタデー&サンデー・エクスプレス（FM AICHI/2014年4月 - 2015年3月）パーソナリティ
- ダイドー おは・クラ・サタデー with セントラル愛知交響楽団（FM AICHI/2014年 - ）
- Brand-New RADIO（FM AICHI/2015年4月 - 2017年3月）火・木曜担当パーソナリティ
- FOOD STYLE NAVIGATION（FM AICHI/2016年4月 - 2019年5月）
- SATURDAY!（FM AICHI/2017年4月 - 2019年3月）
- FRIDAY NIGHT FEVER（FM AICHI/2018年4月 - 2019年5月）
- AFTERNOON COLORS（FM AICHI/2020年4月 - ） 水・木曜担当パーソナリティ

### 雑誌
- ギャオマガジン（2007年8月号）
- メガネスーパーHatch ハチミツ（2007年7月2日）表紙
- 週刊プレイボーイ（集英社）カンニング竹山のコラムコーナーに出演
- 週刊テレビジョン（角川書店）
- グラビアザテレビジョン（角川書店）

### WEB
- 中日新聞ほっとweb 佐井祐里奈の「企業見聞録」（2016年4月27日 - 第2水曜日）

### 同期
GyaOにおいて
- 鳥井温子／田中玲美／寺田真二郎／川口りさ／植村麻奈美／伊東愛

宮崎放送において
- 小島拓／菊野理沙